# Caroline Visová
Caroline Visová (* 4. března 1970 Vlaardingen) je bývalá nizozemská tenistka. Je vysoká 180 cm a hrála pravou rukou s obouručním bekhendem. 
Tenis hrála od sedmi let, profesionálkou byla v letech 1989 až 2006. Hlavních úspěchů dosáhla ve čtyřhře, kde se dostala v roce 1998 na deváté místo světového žebříčku. Vyhrála devět turnajů WTA Tour a pět turnajů ITF tour. V roce 1998 byla s Yayuk Basukiovou semifinalistkou ženské čtyřhry na Turnaji mistryň.
V roce 1991 hrála spolu s Paulem Haarhuisem finále smíšené čtyřhry na French Open, v němž podlehli Heleně a Cyrilovi Sukovým 6:3, 4:6 a 1:6. S Haarhuisem hrála také semifinále Wimbledonu v roce 1998. Byla semifinalistkou Australian Open v roce 1998 s Mahešem Bhúpatím a v roce 2002 s Michaelem Hillem. 
Ve dvouhře byla jejím největším úspěchem účast ve finále londýnského turnaje okruhu ITF v roce 1989. Na světovém žebříčku singlistek dosáhla nejlepšího postavení v roce 1994, kdy byla na 111. místě. Na Australian Open hrála první kolo dvouhry v letech 1994 a 1995.
Za Fedcupový tým Nizozemska odehrála dvanáct zápasů ve čtyřhře s bilancí šest výher a šest porážek. Nastoupila ve finále Fed Cupu 1997, v němž Nizozemky podlehly Francii.  